# معاملة المثليين في ناميبيا
يواجه الأشخاص من المثليين والمثليات ومزدوجي التوجه الجنسي والمتحولين جنسياً (اختصاراً: LGBT) في ناميبيا تحديات قانونية واجتماعية لا يواجهها غيرهم من المغايرين جنسيا. يعد النشاط الجنسي المثلي بين الذكور وبين الإناث غير قانوني في ناميبيا. كما أن المنازل التي يعيش فيها الشركاء المثليون غير مؤهلة للحصول على نفس الحماية القانونية المتاحة للأزواج المغايرين. ومع ذلك، على الرغم من الافتقار إلى الحقوق القانونية التي يعيشها المواطنون من مجتمع المثليين في ناميبيا، فقد قيل إن نسبة قبول المثليين وتسامحهم مرتفعة وبأنها قد تصل إلى 55%.
شهد مجتمع المثليين والعمل لحقوقه في ناميبيا راحة وسهولة نسبية إلى حد ما في السنوات الأخيرة. تعتبر «آوترايت ناميبيا» (بالإنجليزية: OutRight Namibia) جمعية حقوق المثليين في البلاد، التي تم تشكيلها في مارس 2010 وتم تسجيلها رسميًا في نوفمبر 2010. وقد نظمت مسيرات الفخر الأولى في ناميبيا وتسعى لأن تكون «صوتًا للنساء المثليات والرجال المثليين ومزدوجي التوجه الجنسي والمتحولين جنسياً في ناميبيا». تشتمل جمعيات المثليين الأخرى «إمباور كوميونيتي تراست» (بالإنجليزية: MPower Community Trust)، التي توفر الوعي بالصحة الجنسية لمجتمع المثليين، و«حركة المثليين والمثليات في ناميبيا» (بالإنجليزية: Namibian Gays and Lesbian Movement)، والتي تقدم المشورة والنصيحة لأفراد مجتمع المثليين وتنظم برامج تعليمية لرفع مستوى الوعي بمجتمع المثليين، «تولينام» (بالإنجليزية: TULINAM)، مجموعة دينية لمجتمع المثليين، و «وينغز تو ترانساند ناميبيا» (بالإنجليزية: Wings to Transcend Namibia)، وهي جمعية للمتحولين جنسياً.

## تاريخ
تم توثيق المثلية الجنسية والعلاقات الجنسية المثلية بين مختلف مجموعات الناميبيين. في القرن 18، كان شعب خويخوئيون يعترف ب«كويتسيري» (koetsire)، وهو مصطلح يشير إلى الرجل الذي يكون الطرف السالب في العلاقة الجنسية مع رجل آخر، و«سوريغيس» ("soregus")، والذي يشير إلى ممارسة العادة السرية المثلية عادة بين الأصدقاء. كما توجد آثار تتحدث الجماع الشرجي والعلاقات الجنسية المثلية بين النساء، على الرغم من قلة ذلك.
في عقد 1920، ذكر عالم أنثروبولوجيا ألماني يدعى كورت فالك الاحتفالات المثلية وزواج المثليين بين شعب «أوفامبو» (بالإنجليزية: Ovambo)، شعب ناما (بالإنجليزية: Nama)، شعب «هيريرو» (بالإنجليزية: Herero) وشعب «هيما» (بالإنجليزية: Hema). يُطلق على الرجال الذين يقومون بدور سالب في ممارسة الجنس مع رجال آخرين باسم «كيمباندا» (بالإنجليزية: kimbanda) أو «إيشنغي» (بالإنجليزية: eshengi) بين شعب «هيريرو»، كانت الصداقات الشبقية (المعروفة باسم «أوبانغا» "oupanga") بين شخصين، بغض النظر عن الجنس، شائعة، وعادة ما تشمل الجنس الشرجي (والتي تعرف باسم «أوتوندوكا فانينا» okutunduka vanena). في سبعينيات القرن العشرين، لاحظ عالم الإثنوغرافيا البرتغالي كارلوس إستيرمان تقاليد شعب «أوفامبو»، حيث عرف بعض الرجال باسم «إيسنغي» (بالإنجليزية: esenge) والذين يرتدون ملابس النساء، ويقومون بعمل المرأة ويتزوجون من الرجال الآخرين. يعتقد شعب «أوفامبا» أنهم مسكونون من قبل أرواح نسائية.

## قانونية النشاط الجنسي المثلي
في ناميبيا، لا يوجد حكم مدون للسدومية، لكنه يظل جريمة في البلاد بموجب القانون العام الروماني الهولندي الساري. تم تعريف السدومية على أنه «علاقات جنسية غير مشروعة ومتعمدة بين رجلين». هذا يستبعد بالتالي العلاقات الجنسية الشرجية من قبل الأزواج المغايرين أو الشريكات المثليات.
تشير المادة 299 من قانون الإجراءات الجنائية 2004 (باللغة الأفريقانية: Strafproseswet van 2004) إلى قضايا الإثبات بتهمة السدومية أو محاولة السدومية. يجمع الجدول 1 من القانون السدومية مع قائمة من الجرائم الأخرى التي يحق للشرطة إلقاء القبض عليها دون أمر قضائي أو استخدام القوة المميتة أثناء ذلك الاعتقال، من بين جوانب أخرى (المواد 38، 42، 44، 63 و 112).
يمكن اعتبار العروض العامة للحب والمودة بين رجلين سلوكًا «غير أخلاقي»، والذي يُعاقب عليه بموجب قانون مكافحة الممارسات غير الأخلاقية 1980 باللغة الأفريقانية: Wet op die Bekamping van Onsedelike Praktyke ,1980).
في أغسطس 2016، أصدرت لجنة حقوق الإنسان التابعة للأمم المتحدة تقريراً في العاصمة الناميبية ويندهوك دعت فيه البلاد إلى إنهاء الحظر القانوني للسدومية. وردَّ أمين المظالم المكلَّف بحماية وتشجيع حقوق الإنسان في البلاد جون وولترز على التقرير قائلاً أن الأفراد ينبغي أن يكونوا أحراراً ليعيشوا حياتهم كما يشاؤون. قال وولترز:
«أعتقد أن قانون السدومية القديم قد أدى غرضه. كم من المحاكمات قد وقعت؟ أعتقد أنه لا يوجد أي محاكمة على مدى العشرين سنة الماضية. إن لم نكن نحاكم الناس فلماذا لدينا القانون؟»
أبلغت حكومة ناميبيا الأمم المتحدة أن ليس لديها حاليا أي نوايا لإلغاء قانون السدومية. أعرب العديد من المشرعين عن آراء مختلفة. وقالت رئيسة مجلس ناميبيا الوطني مارغريت مينساه وليامز، «بصرف النظر عن مدى عدم ارتياحها، فقد حان الوقت لكي نتحدث عن مجتمع المثليين. إنهم جزء من مجتمعنا». قالت إيفون دوساب، رئيسة لجنة إصلاح القانون والتنمية، إن دستور ناميبيا يفتقر إلى «لغة كافية لوصف وحماية الحقوق المتعلقة بمجتمع المثليين والمتحولين».
في مائدة مستديرة استضافها أمين المظالم في عام 2019 لمعالجة الحماية المتساوية لمجتمع المثليين في ناميبيا، دعا العديد من المشرعين إلى معالجة هذه القضايا على وجه السرعة.
في يونيو 2019، بعد إلغاء قوانين السدومية من قبل المحكمة العليا في بوتسوانا، دعت السيدة الأولى مونيكا غينغوس إلى إلغاء قوانين السدومية قائلة إن «أيام قوانين السدومية [في ناميبيا] معدودة».

## الاعتراف القانوني بالعلاقات المثلية
في عام 2001، رفعت امرأة ناميبية وشريكتها الألمانية دعوى قضائية للاعتراف بعلاقتهما حتى تتمكن شريكتها من الإقامة في ناميبيا. على الرغم من خسارة قضيتهما، وافق وزير الداخلية على طلبهم في العام التالي.
تحدَّث أمين مظالم ناميبيا في شهر أغسطس عام 2016 حول موضوع زواج المثليين وقال:
في ديسمبر 2017، رفع زوجان مثليان جنوب إفريقي-ناميبي دعوى قضائية ضد الحكومة الناميبية من أجل الاعتراف بزواجهما الذي تم عقده في جنوب أفريقيا عام 2015 في ناميبيا. لا تعترف الدولة بزواجهما، مما يسبب مشاكل للشريك الجنوب أفريقي الذي لا يمكنه الحصول على تصريح إقامة دائمة. كما رفع الزوجان دعوى قضائية ضد الحكومة للاعتراف بابنهما، بموجب القانون الناميبي، والذي تم تبنيه في جنوب أفريقيا.

## الحماية من التمييز
لا يُجرّم القانون في ناميبيا التمييز بحق الأفراد على أساس التوجه الجنسي والهوية الجندرية. يتضمن الدستور الناميبي فئة «الوضع الاجتماعي»، والتي يمكن أن تفسر على أنها تشمل الأشخاص من مجتمع المثليين.
في أغسطس 2016، دعت لجنة حقوق الإنسان التابعة للأمم المتحدة الحكومة الناميبية إلى اعتماد تشريع يحظر صراحةً ممارسة التمييز بحق الأفراد على أساس التوجه الجنسي ويشمل هذا قانون العمَّال (القانون رقم 11 لسنة 2007). وجادل أمين المظالم الناميبي عقب دعوة اللجنة أن وجود إجراء يحظر التمييز على أساس التوجه الجنسي يحتاج أن يكون في الدستور.

### قوانين جرائم الكراهية
يواجه الأشخاص من المثليات والمثليين ومزدوجي التوجه الجنسي والمتحولين جنسياً في ناميبيا التمييز والذي قد يصل إلى العنف. كما تقع العديد من المثليات بين الفينة والأخرى ضحايا لجرائم ما يُعرف بالاغتصاب التصحيحي وهو مشابه لما قد يقع أيضاً للمثليات في جنوب أفريقيا المجاورة حيث يقوم المجرمون المغتصبون من الذكور باغتصاب ضحاياهم من المثليات متذرعين بدعوى «علاجهن من توجهاتهن الجنسية».
دعت لجنة حقوق الإنسان التابعة للأمم المتحدة ناميبيا إلى اعتماد لتشريع يعاقب مرتكبي العنف المعادي للمثليين والمعادي للمتحولين جنسيا، وتطبيق هذا القانون تطبيقاً صاراماً.

## الهوية الجندرية والتعبير عنها
ينص «قانون تسجيل المواليد والزواج والوفيات 81 لعام 1963» على ما يلي: «قد يغير الوزير بناء على توصية من وزير الصحة، سجل الولادة لأي شخص قد خضع لتغيير جنسه، وخانة الجنس للشخص، ولهذه الغاية، الدعوة إلى مثل هذه التقارير الطبية وإجراء التحقيقات التي يراها ضرورية».
تم الإبلاغ في عام 2015 أن طلبات تغيير الجنس تتم على أساس كل حالة على حدة وليست إشكالية، ما دام بإمكان الشخص تقديم تقارير طبية عن تغيير جنسه، بما في ذلك الخضوع لجراحة إعادة تحديد الجنس. بمجرد منح الطلب، يمكن للشخص المتحول جنسياً التقدم للحصول على وثيقة هوية وجواز سفر جديد.
بالإضافة إلى ذلك، يمكن للشخص المتحول جنسيا الذي لم يخضغ «لتغيير الجنس» استخدام «قانون تحديد الهوية 2 لعام 1996». ينص القانون على أنه «إذا كانت وثيقة الهوية لا تعكس بشكل صحيح تفاصيل الشخص الذي صدرت له، أو تحتوي على صورة لم تعد صورة معترف بها لذلك الشخص»، فإن الوزير يمكن أن يلغيها ويغير وثيقة الهوية.

## التبرع بالدم
يجب ألا يكون للأفراد الذين يسعون للتبرع بالدم في ناميبيا أكثر من شريك جنسي واحد خلال الأشهر الستة الماضية، بغض النظر عن التوجه الجنسي والجندر. لا يُسمح للأشخاص الذين «يشتبه في إصابتهم بمرض ينتقل عن طريق الاتصال الجنسي مثل فيروس نقص المناعة البشرية أو الزهري» بالتبرع.

## الرأي العام
أظهر استطلاع للرأي أجراه أفروباروميتر عام 2016 أن نسبة 55% من الناميبيين إمَّا «سترحب» أو «لن تنزعج» من أن يكون عندها جار مثلي. كانت ناميبيا الوحيدة من البلدان الأربعة التي جرى فيها هذا الاستطلاع ممن أظهرت الدرجة الأعلى من التسامح والتقبل عند الغالبية. (كانت البلدان الثلاثة الأخرى هي جنوب أفريقيا والرأس الأخضر وموزمبيق)

## ظروف الحياة
أدَّعت نائبة وزير الشؤون الداخلية والهجرة الناميبي تيوبولينا موشيلينغا في عام 2005 أن المثليات والمثليين قد «خانوا» ما أسمته ب«القتال من أجل الحرية الناميبية» وأنهم كانوا مسؤولين عن جائحة العوز المناعي البشري/الإيدز وأنهم إهانة للثقافة الإفريقية على حد اعتبارها. حذر وتوعد الرئيس الناميبي سام نوجوما في عام 2001 بحملات لمداهمة المثليين والمثليات في ناميبيا، قائلاً: «يجب على الشرطة اعتقال وسجن وترحيل المثليين والمثليات الموجودين في ناميبيا.» حثَّ وزير الشؤون الداخلية جيري إكاندجو سبعمائة شرطي متخرج جديداً في عام 2000 للـ«قضاء» على المثليين والمثليات «من على وجه ناميبيا».
وقع الفائز بلقب «ملك جمال المثليين في ناميبيا» لسنة عام 2011 ويندلينوس هاموتنيا ضحيةً لاعتداء معادي للمثليين في شهر ديسمبر من نفس العام بويندهوك.
احتفل مجتمع المثليين والمثليات ومزدوجي التوجه الجنسي والمتحولين جنسياً بتتويج ريكاردو أمونجيرا بلقب «ملك جمال المثليين في ناميبيا» في نوفمبر عام 2012. أُجرِيت مسابقة الجمال هذه في أحد صالات المسارح بالعاصمة ويندهوك. وكان حامل اللقب أمونجيرا قد تزوج في جنوب أفريقيا من شريك حياته البوتساوني مارك أومفيمستي ثيمبا عام 2013.
دعم رئيس الحركة الديمقراطية الشعبية مكهنري فيناني حقوق المثليين والمثليات ومزدوجي التوجه الجنسي والمتحولين جنسياً في ديسمبر عام 2013 وقال أنه ينبغي السماح للأشخاص أن يعيشوا حياتهم الخاصة دون أن يتدخل بهم أحد.
تقارير عن استخدام واسع النطاق لممارسات علاج التحويل للمثليين في ناميبيا.

### نشاط حقوق المثليين
نُظمت مسيرة فخر المثليين الأولى في ناميبيا في ويندهوك في ديسمبر 2013. وحضرها حوالي 100 شخص. عقدت مسيرة فخر المثليين الأولى في مدينة سواكوبموند في يونيو 2016. واستمر كلاهما سنويًا منذ ذلك الحين ولم يواجهوا أي عوائق من قبل الحكومة الناميبية. في يونيو 2017، قام حوالي 200 شخص بمسيرة في موكب فخر في ويندهوك، وفي ديسمبر 2018، سار مئات الأشخاص في مسيرات في مدينتي ويندهوك وسواكوبموند.
في عام 2017، تم تشكيل تحالف التنوع في ناميبيا. تحالف التنوع في ناميبيا هي مجموعة من المنظمات التي تمثل الأقليات الجنسية والجندرية في ناميبيا. وهي تشمل المنظمات التالية: «صندوق الحقوق لا الإنقاذ» (اللغة الإنجليزية: Rights not Rescue Trust)، (اللغة الإنجليزية: Tulinam)، الحركة النسائية الشابة لناميبيا (اللغة الإنجليزية: Young Feminist Movement of Namibia)، «آوترايت ناميبيا» (اللغة الإنجليزية: OutRight Namibia)، «وينغز تو ترانساند ناميبيا» (اللغة الإنجليزية: Wings to Transcend Namibia)، «حركة المتحولين جنسيا وثنائيي الجنس والأندروجيين في ناميبيا» (اللغة الإنجليزية: Transgender Intersex and Androgynous Movement of Namibia)، و«حركة الحقوق للجميع» (اللغة الإنجليزية: Rights for all Movement)، و«الحوار الريفي ناميبيا» (اللغة الإنجليزية: Rural Dialogue Namibia)، «إمباور كوميونيتي تراست» (اللغة الإنجليزية: MPower Community Trust)، و«صوت الأمل الثقة» (اللغة الإنجليزية: Voice of Hope Trust). انتخب التحالف «تولينام» و «صندوق الحقوق لا الإنقاذ» كرئيس ونائب للرئيس، على التوالي، و «آوترايت ناميبيا» كأمانة وآلية تنسيق.
في 17 مايو 2018، في اليوم العالمي لمناهضة رهاب المثلية، ورهاب ازدواجية التوجه الجنسي، ورهاب التحول الجنسي أطلقت منظمة «آوترايت ناميبيا» (اللغة الإنجليزية: OutRight Namibia) في ويندهوك، مركز الصحة «ذي آوتريتش»، وهو أول مركز صحي للمثليين في ناميبيا.
في نوفمبر 2017، أقيم أول مهرجان للمثليات في ناميبيا في ويندهوك. اجتمع أكثر من ستين شابة مثلية من ثماني من أقاليم ناميبيا لمدة أسبوع من العروض العامة والتعبير الإبداعي، مع الشعر والقصص والموسيقى والدراما والرقص. وقعت النسخة الثانية من المهرجان في نوفمبر 2018.
بعض الطوائف، بما في ذلك الكنيسة الإنجيلية اللوثرية في جمهورية ناميبيا، تتسامح مع المسيحيين المثليين. بدأت مادلين إيزاكس، وهي مسيحية مثلية، منظمة «تولينام» الدينية للمساعدة في إنشاء أماكن آمنة للأقليات الجنسية في الكنائس الناميبية.

## ملخص
| قانونية النشاط الجنسي المثلي                                                                  | (غير قانوني بين الرجال؛ لايتم تطبيقه؛ إلغاء التجريم مقترح)/ (بين النساء) |
| المساواة في السن القانوني للنشاط الجنسي                                                       | (غير قانوني بين الرجال؛ لايتم تطبيقه؛ إلغاء التجريم مقترح)/ (بين النساء) |
| قوانين مكافحة التمييز في التوظيف                                                              | No                                                                       |
| قوانين مكافحة التمييز في توفير السلع والخدمات                                                 | No                                                                       |
| قوانين مكافحة التمييز في جميع المجالات الأخرى (تتضمن التمييز غير المباشر، خطاب الكراهية)      | No                                                                       |
| قوانين مكافحة أشكال التمييز المعنية بالهوية الجندرية                                          | No                                                                       |
| زواج المثليين                                                                                 | (قضية المحكمة في الانتظار)                                               |
| الاعتراف القانوني بالعلاقات المثلية                                                           | No                                                                       |
| تبني أحد الشريكين للطفل البيولوجي للشريك الآخر                                                | No                                                                       |
| التبني المشترك للأزواج المثليين                                                               | No                                                                       |
| يسمح للمثليين والمثليات ومزدوجي التوجه الجنسي والمتحولين جنسيا بالخدمة علناً في القوات المسلحة | No                                                                       |
| الحق بتغيير الجنس القانوني                                                                    | Yes                                                                      |
| علاج التحويل محظور على القاصرين                                                               | No                                                                       |
| الحصول على أطفال أنابيب للمثليات                                                              | No                                                                       |
| الأمومة التلقائية للطفل بعد الولادة                                                           | No                                                                       |
| تأجير الأرحام التجاري للأزواج المثليين من الذكور                                              | (غير قانوني للأزواج المغايرين كذلك)                                      |
| السماح للرجال الذين مارسوا الجنس الشرجي التبرع بالدم                                          | Yes                                                                      |

## وصلات خارجية
- UK government travel advice for Namibia: Local laws and customs نسخة محفوظة 28 يوليو 2008 على موقع واي باك مشين.
- Namibia content at International Lesbian and Gay Association نسخة محفوظة 4 يوليو 2009 على موقع واي باك مشين.